# Al pie de la Santa Cruz
 (octobre 2020).
Al pie de la Santa Cruz est un tango composé en 1933, avec des paroles de Mario Battistella et une musique d'Enrique Delfino.  Les paroles racontent l'histoire d'un ouvrier qui, après une grève marquée par une « lutte sanglante », est expulsé du pays, ce qui vaut au tango d'être censuré entre 1943 et 1949.

## Auteurs
Mario Battistella, né à Monteforte d'Alpone dans la province de Vérone en Italie le 5 novembre 1893 et mort le 10 octobre 1968, est est un auteur lyrique, traducteur, dramaturge et représentant artistique italien résidant en Argentine,,.
En 1910, il voyage en Argentine. Il écrit des chansons de divers genres avant de créer, en 1925, Pinta brava, son premier tango.Quelques-unes de ses chansons ont été créées à partir de thèmes sociaux tels que Al pie de la Santa Cruz et Bronca.
Enrique Pedro Delfino, né le 15 novembre 1895 à Buenos Aires et mort le 10 janvier 1967 dans la même ville, est un compositeur, pianiste, directeur d'orchestre et parolier de tango argentin. Il est également connu sous le nom de Delfy.
Il compose plus de deux cents tangos, dont certains sont considérés comme de véritables classiques du genre, tels que Ré Fa Si, Milonguita, Haragán, La copa del olvido, Ventanita florida et Al pie de la Santa Cruz. Il est l'un des créateurs du tango romancé et a introduit des innovations dans le tango chanté. Excellent pianiste, il possède une connaissance approfondie de la théorie musicale, de l'harmonie et du contrepoint,

## Contexte

### La Loi de Résidence
La Loi de Résidence (es) votée par le Congrès de la Nation argentine en 1902 permet au Pouvoir Exécutif expulse les étrangers sans jugement préalable. Pendant ses 56 ans d'existence jusqu'à son abrogation en 1958, sous le mandat présidentiel d'Arturo Frondizi, les gouvernements argentins successifs ont utilisé divers « critères d'expulsion », surtout dirigés contre les mouvements de résistance ouvrière (es), surtout dans ses premiers temps d'application, en expulsant principalement anarchistes et socialistes ; organisant aussi la déportation de proxénètes de délinquants et d'espions allemands après la Seconde Guerre mondiale, et concerna même les petits marchands espagnols pendant les campagnes péronistas contre la spéculation entre 1948 et 1952, qui ont conduit en prison des dizaines de petits marchands.

### Contenu de la chanson
Le tango raconte l'histoire d'un ouvrier auquel, à la suite d'une grève et d'une « lutte sanglante », sans doute la Semaine tragique de 1919, s'applique la Loi Patronale, allusion à la Loi de Résidence, pour l'expulser du pays. Quelques auteurs envisagent que le personnage du tango est envoyé avec « les pieds enferrés » à la prison d'Ushuaïa mais Battistella a expliqué dans un reportage qu'il s'agissait d'une déportation.

### Caractéristiques de l'œuvre
José Gobello estime qu'il s'agit de l'un des rares tangos de protestation à avoir été diffusé. Diego Ruiz estime qu'il n'y a pas beaucoup de tangos qui parlent de la question sociale mais les caractéristiques de certains d'entre eux les placent dans la géographie des pratiques culturelles de protestation et parmi eux aucun n'est allé aussi loin que Al pie de la Santa Cruz. Pour sa part, Javier Campo situe ce tango dans l'idéologie anarchiste.
Eduardo Giorlandini rappelle la phrase selon laquelle le tango « est le cahier de doléances des banlieues » et précise que l'on prétend parfois que les paroles de tango sont des paroles de protestation, qu'elles constituent une littérature sociale ou engagée. Pour lui, il y a des paroles de cette nature, mais l'explication est que les paroles couvrent tout le spectre de la vie humaine et de l'histoire des Argentins, de sorte qu'avec cette base conceptuelle, les questions sociales ne pourraient pas être exclues, bien qu'il précise que ce type de littérature n'est pas le dénominateur commun de l'œuvre de Mario Battistella.
D'autre part, l'auteur des paroles montre une certaine religiosité, dans le texte du tango, dans lequel la vieille mère du condamné fait une invocation à Dieu.

### Censure et paroles alternatives
À partir de 1943, dans le cadre d'une campagne lancée par la dictature de 1943 qui impose la suppression du langage lunfardo, ainsi que toute référence à l'ivresse ou à des expressions arbitrairement considérées comme immorales ou négatives pour la langue ou pour le pays, le tango ne peut être diffusé à la radio avec ses paroles originales.
Le tango est enregistré en 1946 avec l'orchestre d'Alfredo De Ángelis et la voix de Carlos Dante avec un texte modifié.
Paroles originales
Declaran la huelga,
Hay hambre en las casas,
Es mucho el trabajo
Y poco el jornal;
Y en ese entrevero
De lucha sangrienta,
Se venga de un hombre
La ley patronal
Paroles censurées
Corría la caña
y en medio del baile
la gresca se armó.
Y en ese entrevero
de mozos compadres
un naipe marcado
su audacia pagó.
Interrogé des années plus tard sur ce changement, De Ángelis répondit : « Que voulez-vous ? Sinon, ils me mettraient en prison ».
Les restrictions se sont poursuivies lorsque le général  Perón prend la tête du gouvernement constitutionnel et, en 1949, les directeurs de la Sociedad Argentina de Autores y Compositores (Sadaic) demandent à l'administrateur de Correos y Telecomunicaciones, lors d'une entrevue, de les lever, mais en vain. Ils obtiennent alors une audience avec Perón, qui a lieu le 25 mars 1949, et le Président, qui affirme ignorer l'existence de ces directives, les annule et Al pie de la santa Cruz, comme beaucoup d'autres tangos, peut reprendre son nom et ses paroles antérieurs , bien que, par peur pour les musiciens, on continue à interpréter certaines chansons, comme le tango Al pie de la santa Cruz et la Milonga del 900, en modifiant les parties auxquelles un contenu politique peut être attribué.

## Enregistrements
Il existe des versions de Al pie de la Santa Cruz chantées par Carlos Gardel accompagné de guitares (18 septembre 1933), Alberto Gómez avec l'Orquesta Típica Victor (11 octobre 1933), Alfredo De Angelis (en) et la voix de Carlos Dante (1946) et Guillermo Fernández (2013).